# Transportujuća ATPaza ksenobiotika
Transportujuća ATPaza ksenobiotika (EC 3.6.3.44, protein otpornosti na višestruke lekove, MDR protein, P-glikoprotein, protein pleiotropske otpornosti na lekove, PDR protein, ATPaza steroidnog transporta, ATP fosfohidrolaza (eksport steroida)) je enzim sa sistematskim imenom ATP fosfohidrolaza (eksport ksenobiotika). Ovaj enzim katalizuje sledeću hemijsku reakciju
ATP + 2O + ksenobiotikin {\displaystyle \rightleftharpoons } ADP + fosfat + ksenobiotikout
Ova ATPaza ABC-tipa je karakteristična po prisustvu dva slična ATP-vezujuća domena.

## Spoljašnje veze
- Xenobiotic-transporting+ATPase на 